# Élections législatives norvégiennes de 1973
Les élections législatives norvégiennes de 1973 (Stortingsvalet 1973, en norvégien) se sont tenues le 10 septembre 1973, afin d'élire les cent cinquante-cinq députés du Storting pour un mandat de quatre ans.